# 竹原三郎
竹原 三郎（たけはら さぶろう、1888年（明治21年）2月10日 - 1948年（昭和23年）6月21日）は、日本の陸軍軍人。最終階級は陸軍中将。

## 経歴
熊本県出身。1911年（明治44年）5月、陸軍士官学校（23期）を卒業。同年12月、歩兵少尉に任官。1921年（大正10年）11月、陸軍大学校（33期）を卒業し、陸士に配属された。
1935年（昭和10年）8月、歩兵大佐に昇進し第4師団司令部付（大阪商科大学配属将校）となる。福島連隊区司令官を経て、1938年（昭和13年）12月、歩兵第55連隊長に就任し日中戦争に出征。1939年（昭和14年）10月、陸軍少将に進級し歩兵第36旅団長となる。
1940年（昭和15年）11月、第6師団第6歩兵団長に転じた。1943年（昭和18年）3月、留守第20師団長となり、同年6月、陸軍中将に進んだ。1944年（昭和19年）1月、新設の第49師団長に就任し、ビルマへ赴任。イラワジ会戦などで苦戦を強いられ、終戦をタイのタトンで迎えた。
1948年（昭和23年）1月31日、公職追放仮指定を受けた。

## 栄典
勲章等
- 1940年（昭和15年）8月15日 - 紀元二千六百年祝典記念章[2]